# Every Street's a Boulevard in Old New York
"Every Street's a Boulevard in Old New York" is een lied waarin gezongen wordt over de schoonheid van de stad New York.
Het lied werd geschreven door Jule Styne en Bob Hilliard. Het verscheen in de musical Hazel Flagg uit 1953, waarin het gezongen wordt door de burgemeester van New York. Het lied verscheen ook in de film Living It Up uit 1954, een verfilming van Hazel Flagg. In deze film wordt het niet gezongen door de burgemeester, maar door de personages Homer Flagg (gespeeld door Jerry Lewis) en Steve Harris (gespeeld door Dean Martin). Ook de songtekst van de filmversie verschilt enigszins van de musical-versie.
Martin en Lewis zongen het lied ook in een aflevering van de Colgate Comedy Hour.